# NGC 1637
NGC 1637 ist eine Balken-Spiralgalaxie mit aktivem Galaxienkern vom Hubble-Typ SBc Im Sternbild Eridanus am Südsternhimmel. Sie ist schätzungsweise 29 Millionen Lichtjahre von der Milchstraße entfernt und hat einen Durchmesser von etwa 30.000 Lichtjahren.
Im Jahr 1999 wurde hier die Supernova SN 1999em beobachtet. Diese Explosion wurde von Astronomen als Typ IIp-Supernova klassifiziert, wobei das „p“ für „Plateau“ steht und darauf hindeutet, dass die Helligkeit der Supernova nach Erreichen der Maximalhelligkeit für relativ lange Zeit konstant geblieben ist.
Das Objekt wurde am 1. Februar 1786 von William Herschel entdeckt.

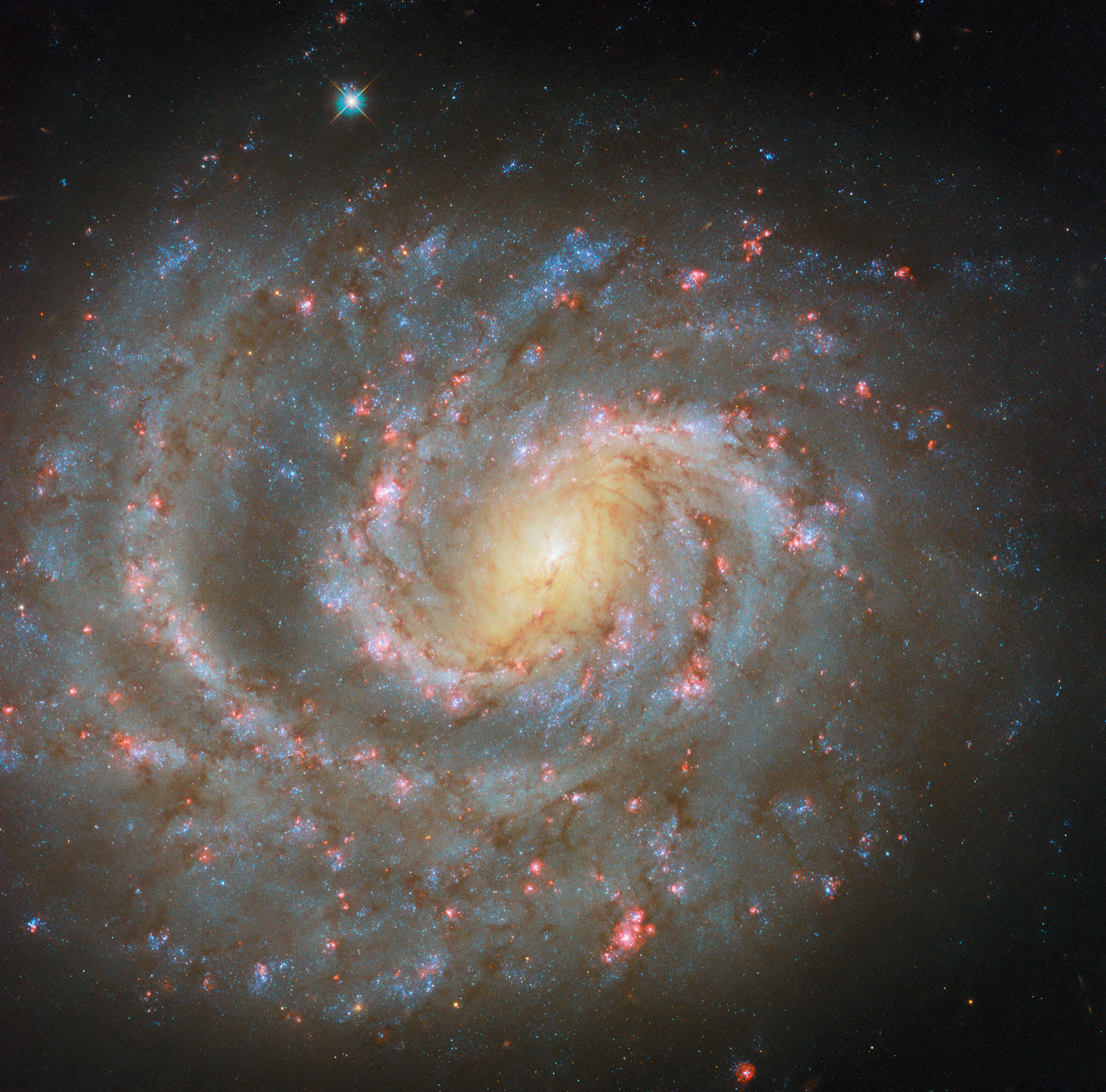
Hochaufgelösten Aufnahme des zentralen Bereichs durch das Hubble-Weltraumteleskop
- Zoom auf die Spiralgalaxie NGC 1637 (in HD)
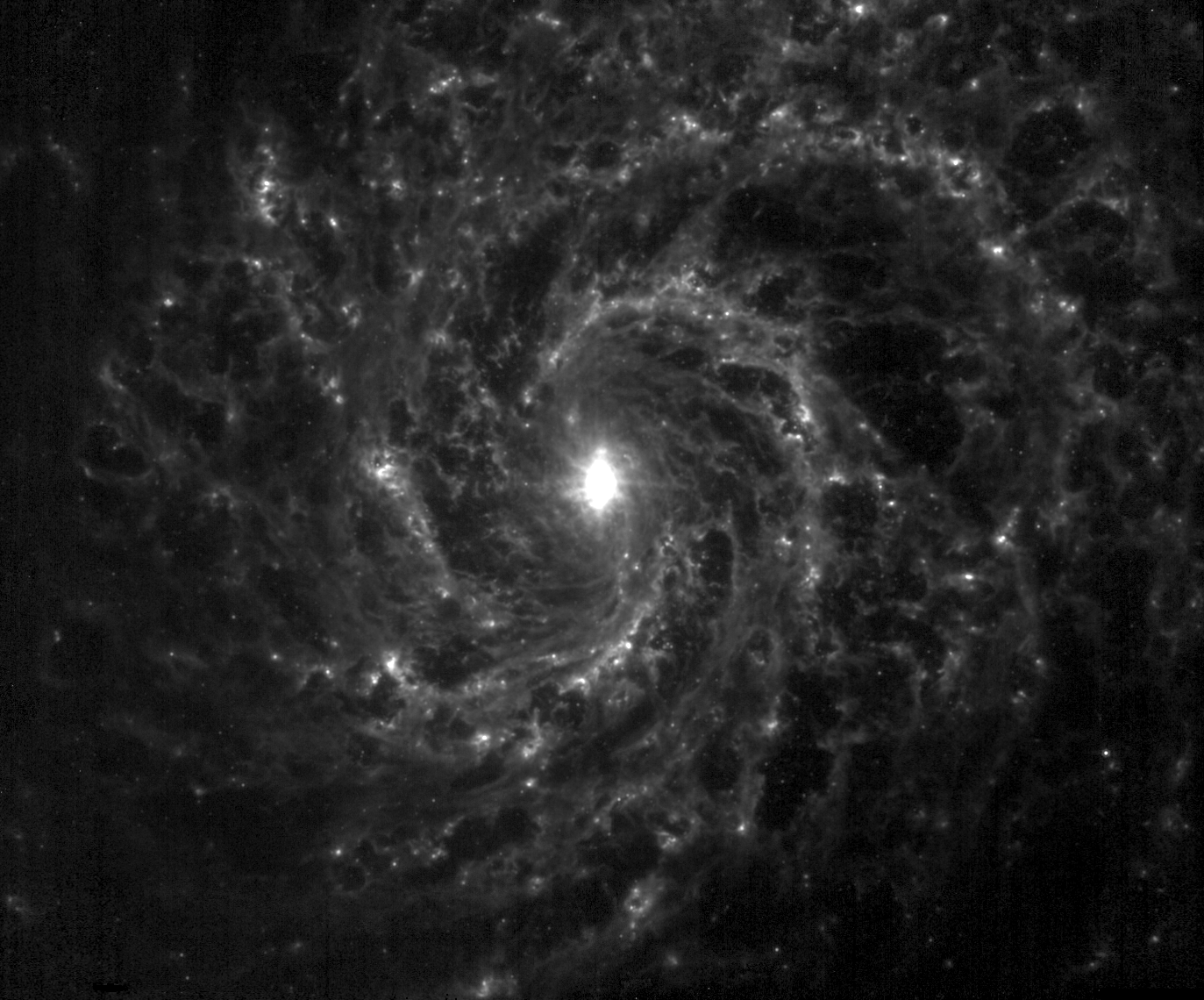
Die Infrarotaufnahme durch das James Webb-Weltraumteleskop zeigt den Staub in den Spiralarmen NGC 1637